# Dionigi Atanagi
Dionigi Atanagi né à Cagli vers 1504  et mort à Venise vers 1573 est  un écrivain italien actif au XVIe siècle.

## Biographie
Dionigi Atanagi naquit à Cagli, dans le Duché d'Urbin. On ignore l’année précise de sa naissance ; on sait seulement que, vers l’au 1532, il se rendit à Rome, dans le dessein d’y tirer parti de ses connaissances littéraires pour se placer avantageusement ; il n’y put réussir, et, après avoir perdu vingt-cinq années en efforts inutiles et en vaines espérances, après avoir éprouvé des procès fâcheux, des maladies graves, en un mot, des contrariétés et des malheurs de toute espèce, il quitta Rome en octobre 1557, et retourna dans sa patrie, aussi pauvre qu’il en était sorti. À peine y était-il de retour, que la réputation dont il jouissait dans les lettres et la délicatesse connue de son goût le firent appeler à la cour d’Urbin pour revoir le poème d’Amadis de Bernardo Tasso, père du Tasse. Bernardo, avant de le publier, désirait le soumettre à la censure d’Atanagi qui se rendit à ce désir, et passa cinq mois dans cette cour, occupé de la révision du poème de son ami, très-bien traité par le duc, mais souvent forcé, par sa mauvaise santé, d’interrompre ce travail. L’ayant enfin terminé, il fit un voyage à Venise, ou l’Amadis fut imprimé, sans doute par ses soins, en 1560. Atanagi passa le reste de sa vie dans cette ville, occupé de travaux pareils, de révisions, de corrections, d’éditions d’ouvrages, et tirant de ce qu’il recevait des auteurs et des libraires tous ses moyens d’exister. Il vécut ainsi dans un état toujours voisin de la pauvreté, mais indépendant et assez content de son sort. L’année de sa mort n’est pas plus certaine que celle de sa naissance. On voit seulement, par une de ses dédicaces, qu’il vivait encore en 1567, et par la dédicace d’un autre auteur, où il est parlé de sa mort, qu’elle était arrivée avant 1574.

## Œuvres
Les principaux ouvrages qu’il a publiés, soit composés par lui, soit seulement imprimés sous son nom, sont :
- Rhetoricorum Aristotelis, nec non paraphrasis Hermogenis Tabulæ, a Dionysio Athanasio collectæ, Venise, 1553, in-4°.
- Lettere famigliari di 13 uomini illustri rarcolti da Dionigi Atanagi, lib. 13, Rome 1554. in-8°.
- Rime di M. Bernardo Cappello, Venise, 1560, in-4°, avec une longue épître dédicatoire de l’éditeur.
- Sonetti, Canzoni, Rime ed Egloghe pescatorie di Berardino Rota, Venise, 1561, in-8°. Il publia aussi les poésies latines du même auteur, avec une préface latine de sa composition, très-élégamment écrite.
- Rime Versi latini di diversi, in morte d’Irene di Spilimbergo, Venise, 1561, in-8°. Dans ces poésies recueillies par Atanagi, il y a plusieurs morceaux de lui, et il les a fait précéder d’une vie intéressante d’Irene di Spilimbergo.
- Delle Lettere facete e piacevoli di diversi huomini grandi e chiari e begl’ingegni, racolte, etc., libro primo, Venise, 1561, in-8°. Atanagi ne publia que ce livre ; le second ne parut qu’en 1574, quelque temps après sa mort.
- Il libro degli Uomini illustri di Caio Plinio Cecilio, ridotto in lingua volgare, etc., Venise, 1562, in-8°. Le reste du titre annonce, et le livre contient en effet, les vies d’Alexandre, de Marc Antoine, de Caton d'Utique, de César et d’Octave, et de plus une espèce de traité sur les mœurs et les habitudes de César, tant à la guerre que dans le reste des actions de sa vie, recueilli de plusieurs auteurs grecs et latins, etc. Atanagi avoue, dans son épître dédicatoire, que l’ouvrage n’est pas entièrement de lui ; qu’il est d’un jeune homme qu’il ne nomme pas, et dont il n’a fait, en parties, que revoir le travail. Ce jeune homme, qui se nommait Mercurio Concorreggio, lui sut très-mauvais gré d’avoir publié son ouvrage, de ne l’avoir point nommé, et de s’en être attribué une partie. Il écrivit contre lui une diatribe violente, sous le titre de Risposte di Mercurio Concorreggio in sua difesa, contro le calunnie dategli da Dionigi Atanagi, etc., Brescia, 1562, in-8°, petit livre très-rare. Il y traite celui-ci d’insigne plagiaire, et même de scélérat. Atanagi n’ayant point répondu a cette attaque, les choses en restèrent là. On sait au reste que ce livre de Viris illustribus, dont la traduction donna lieu à cette querelle, attribué par Atanagi à Pline le Jeune, par d’autres à Cornélius Népos, à Suétone, et même à Tacite, est généralement reconnu aujourd’hui pour être d’Aurelius Victor.
- De le Rime di diuersi nobili pocli toscani raccolte da M. Dionigi Atanagi, Venise, 1565, 2 vol. in-8°. Cet ouvrage est un des meilleurs de ce genre. Notre auteur y a inséré quelques-unes de ses poésies. On en trouve aussi dans d’autres recueils, ainsi qu’un grand nombre de ses lettres en prose.